# Dideba
Dideba zetsit koerteoels (Georgisch: დიდება ზეცით კურთეულს) is het voormalige volkslied van de Democratische Republiek Georgië en Georgië. Het werd gecomponeerd door Kote Potschverasjvili (1889-1959).
Het volkslied werd gebruikt van 1918 tot 1921 en van 1990 tot 2004. Het lied werd in 2004 vervangen door Tavisoepleba.

## Georgische tekst
Dideba zetsit koerteoels
Dideba kvehnad samotches,
Toerpha iversa.
Dideba dzmobas, ertobas.
Dideba tavisoeplebas,
Dideba samaradiso
Kartoelmchne ersa!
Dideba tsjvensa samsjoblos,
Dideba tsjveni sitsotschlis
Mizans diadsa;
Vasja trphobasa, sikvaruls
Vasja shvebasa, siharuls,
Salami tsjesj maritebis,
Sjoek gantiadsa!